# 1818黄金眼
《1818黄金眼》是中国浙江电视台民生休闲6频道的旗舰新闻节目。

## 简介
2004年1月1日，《1818 黄金眼》在浙江电视台体育健康频道（后改名为民生休闲频道，即现在的6频道）开播，节目因每晚18:18首播而得名。2006年1月1日，《1818黄金眼》改版为18:18直播的“民生版”（一般直接称呼为“1818黄金眼”）以及21:45直播的“公众版”，后者以“公共新闻”为主。
该节目的影响力不仅限于浙江省内。由于节目经常会报道一些匪夷所思的社会新闻，通过互联网传播後有的新聞會成为中国内地的网络迷因，如“天德池里丢东西”“发际线男孩小吴”等都是《1818黄金眼》率先报道后引发关注。此外，该节目亦在2019年1月19日与弹幕视频网站哔哩哔哩开展内容合作，共同制作子节目《bilibili@黄金眼》，于每星期六的19:00作为当日节目的一个板块播放，并同时在该网站更新一集。

## 播出时间
- 《1818黄金眼》：每天18:18-19:10

### 衍生节目
- 《1818黄金眼·公众版》：周一至周五21:30-22:20、周末21:30-22:30
- 《1818黄金屋》（楼市资讯节目）：周一至周五22:20-22:30
- 《1818在路上》（交通资讯节目）：周日20:50-21:30